# 小葛碉堡
小葛碉堡，是位于中国安徽省合肥市肥东县桥头集镇小葛村的一个民国时期建筑，2012年入选第五批肥东县文物保护单位。
小葛碉堡位于淮南铁路附近，是抗日战争时期日军于民国27年（1938年）侵占合肥后，在小葛村为防止抗日武装破坏铁路而建造的防御设施。为阻止日军的物资运输，中国共产党在敌后建立农民自卫队，与新四军配合多次攻占碉堡、破坏铁路。当时日军先后修建了3座碉堡，现存碉堡共2座，西侧碉堡占地约6平方米，高约5米，东侧碉堡占地约7平方米，高约4米，碉堡上均匀分布着机枪口。2012年，小葛碉堡列入第五批肥东县文物保护单位，2019年—2020年间，肥东县文物部门对其进行修缮。